# 木氏宦谱

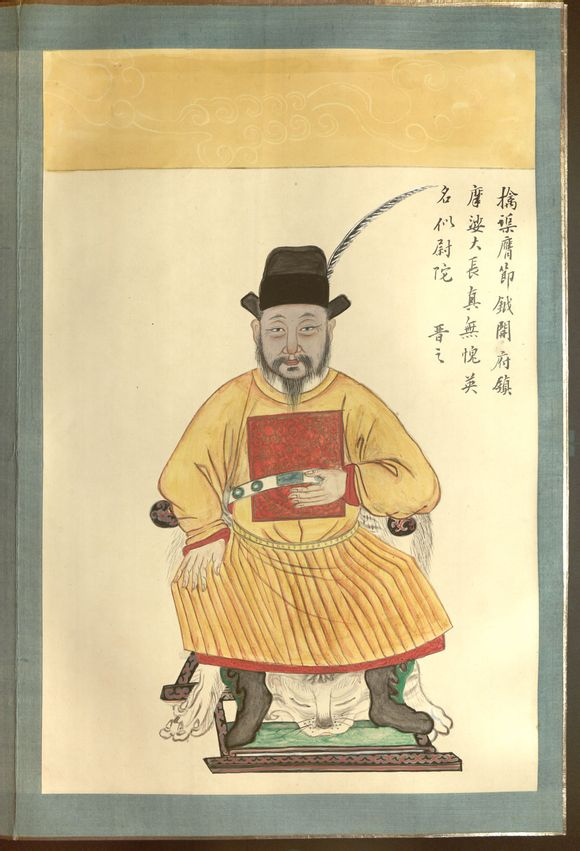
木氏宦谱中的画

《木氏宦谱》是记载丽江土司木氏的家谱，是研究丽江历史的重要史料。现存的《木氏宦谱》分为文谱本、图谱本和石刻本三种。
- 文谱本：正式名称为《玉龙山灵脚阳伯那木氏贤子孙大族宦谱》，记载自天羡从从创立纳西族开始至木德一代的事迹，并附有木得至木德期间历代土司的家谱世系图。文谱之前附有1516年（正德十一年）张志淳作的序，文谱最后附有1588年（万历戊子年）朱桂林作的《木氏宦谱重叙》。这个版本被约瑟夫·洛克称为《木氏宦谱（甲）》，被方国瑜称为《木氏宦谱（详本）》。约瑟夫·洛克将此书翻译成英文时，还附上天羡从从至哥来秋之间历代人物的东巴文写法。
- 图谱本：正式名称为《木氏归命永世之图》，记载从第一代爷爷至第二十五世木德的简略事迹，并附有第一代爷爷至第二十九代木景的画像。图谱之前附有杨慎、陈钊镗和曹永贤的序。这个版本被约瑟夫·洛克称为《木氏宦谱（乙）》，被方国瑜称为《木氏宦谱（略本）》。
- 石刻本：即《木氏历代宗谱碑》，在丽江市古城区金山乡东元村的木氏墓地发现，现藏于丽江东巴文化博物馆。